# The Australian
The Australian (også kendt som The Oz) er en australsk broadsheet-avis, der blev grundlagt af det Rupert Murdoch-ejede News Corporation i 1964. Avisen udkommer mandag-lørdag og er landets største landsdækkende avis med et hverdagsoplag på 135.000 og et lørdagsoplag på 305.000.
The Australian, der politisk er centrum-højre, har ofte været dagsordensættende i australsk politik og er landets de facto newspaper of record. Avisen har tidligere støttet premierminister John Howard, men støtter i dag Labor-regeringen under ledelse af Kevin Rudd.